# European University Championship Korfball
Het European University Championship Korfball (EUCK) was een studentenkorfbaltoernooi dat georganiseerd werd door de International Korfball Federation. Hieraan namen universiteiten en hogescholen vanuit heel Europa deel. Het EUCK werd in februari 1999 voor het eerst georganiseerd en voor het laatst in 2008.

## Winnaars
| Jaar | Winnaar                           |
| ---- | --------------------------------- |
| 1999 | Erasmus Universiteit              |
| 2000 | Universiteit Utrecht              |
| 2001 | Hogeschool van Antwerpen          |
| 2002 | Hogeschool van Antwerpen          |
| 2003 | Universiteit Utrecht              |
| 2004 | Universiteit Utrecht              |
| 2005 | Technische Universiteit van Orjol |
| 2006 | Technische Universiteit van Orjol |
| 2007 | Universiteit Utrecht              |
| 2008 | Technische Universiteit van Orjol |